# Micaria felix
Micaria felix (лат.) — вид пауков рода Micaria из семейства гнафозиды (Gnaphosidae).

## Этимология
Название вида происходит от латинского слова, означающего «счастливый», и относится к чрезвычайно «счастливому лицу», которое имеет эпигина самок, если смотреть на неё вверх ногами.

## Описание
Мелкие наземные пауки, длина тела около 2,5 мм. Эпигина самок этого вида отличается от эпигины Micaria chrysis передней частью, которая гораздо более изогнута в середине, тогда как у последнего она более длинная и более плоская. Самцы M. felix отличаются от самцов M. chrysis меньшей кривизной базальной части семенного протока и более длинным концом цимбиума по сравнению с M. chrysis. Карапакс самки тёмно-коричневый; брюшко тёмно-коричневое или чёрное; ноги I и II с затемнёнными двумя третями основания бедренных костей; стернум, эндиты, нижняя губа и хелицеры имеют цвет, схожий с цветом карапакса. У самцов карапакс тёмно-коричневый; брюшко тёмно-коричневое или чёрное; эндиты, нижняя губа и хелицеры того же цвета, что и панцирь; стернум светлее панциря; ноги I и II с потемневшими бёдрами.

## Таксономия
Вид впервые описали в 2021 году южноафриканские арахнологи Руан Боойсен и Чарльз Хаддад (Department of Zoology and Entomology, University of the Free State, Блумфонтейн, ЮАР) по типовым материалам из Африки.

## Распространение
Африка: Зимбабве, Камерун, ЮАР.